# Station Szklarska Poręba Dolna
Station Szklarska Poręba Dolna is een spoorwegstation in de Poolse plaats Szklarska Poręba.